# Чечель, Дмитрий Васильевич
Дми́трий Васи́льевич Че́чель (укр. Чечель Дмитро Васильович), Чечел (дата рождения неизвестна — 10 ноября 1708) — украинский военный деятель, полковник, соратник (один из наиболее приближённых людей) гетмана Мазепы в предательстве Петра І, батуринский мятежник.

## История
Дмитрий родился в малороссийской шляхетской семье на территории Брацлавщины (ныне Винницкая область), в другом источнике указано, что он был, по-видимому, выходцем из Подолии, где и получил польское образование. В 1696—1708 годах во главе полка сердюков принимал участие в операциях во время Северной войны. Поддержал гетмана Мазепу в предательстве Петра І. Был оставлен Мазепой руководить обороной гетманской столицы Батурина. А. Д. Меншиков, подступив к Батурину, отправил в город сотника Марковича с увещанием сдаться, но Чечель, к которому привели Марковича, сказал, что они сдаваться не будут без указа своего гетмана, и при этом сделал вид, будто не знает ничего об измене Мазепы. Чечель отклонил предложения князя Д. М. Голицына и А. Д. Меншикова о сдаче Батурина. В ходе штурма Батурина бежал, но был схвачен в ближнем селе Обмочев казаками и доставлен А. Д. Меншикову.

Согласно Лизогубовской летописи:
«Тогожъ года Ноемврія 1 дня Батуринъ Меншиковъ князь Александръ съ войскомъ великороссійскимъ спалилъ и вырубалъ, где были сердюки и охочекоммоніе козаки и надъ ними былъ полковникъ Чечель, который увойшелъ отъ меча хотя былъ, однакъ кумъ его, въ селѣ Обмочевкѣ, когда онъ утѣкалъ и забѣглъ верхомъ обогрѣтисъ, понеже ввесь обмокъ, да заснулъ на печи, то кумъ пошелъ, ознаймилъ войту и прочимъ и такъ взяли его и поймали и отдали великороссіянамъ».
Был доставлен Александром Даниловичем Меншиковым к Петру І в город Глухов, где «голову ему въ Глуховѣ утято» (Лизогубовская летопись). По другим данным, Чечеля четвертовали. Ныне полковнику Чечелю посвящён стенд в Батуринском государственном историко-культурном заповеднике «Гетманская столица».

## В литературе и искусстве
Упоминается в поэме А. С. Пушкина «Полтава»:
Мазепы враг, наездник пылкий,

Старик Палей из мрака ссылки

В Украйну едет в царский стан.

Трепещет бунт осиротелый.

На плахе гибнет Чечель смелый

И запорожский атаман.